# Avenue de Laumière
L'avenue de Laumière est une avenue du 19e arrondissement de Paris.

## Situation et accès
Elle relie l'avenue Jean-Jaurès en contrebas à la place Roger-Madec où se situent la mairie du 19e arrondissement et l'entrée principale du parc des Buttes-Chaumont. Elle offre un dénivelé relativement important.
Bordée de paulownias qui fleurissent au printemps, c'est une agréable petite avenue où l'on trouve trois restaurants, quelques supérettes, fleuristes et autres petits commerces.
Ce site est desservi par la station de métro Laumière.

## Origine du nom
Elle porte le nom du général d'artillerie, Clément Vernhet de Laumière (1812-1863), général d'artillerie, mort de ses blessures lors du siège de Puebla durant l'expédition du Mexique.

## Historique
Cette voie est ouverte en 1866, après un accord entre la ville de Paris et les promoteurs MM. Girard et Lallier. Elle a pris sa dénomination actuelle le 2 mars 1867.